# 萨索斯
萨索斯（希臘語：Θάσος）是希腊东马其顿和色雷斯大区萨索斯专区的唯一市镇，行政中心为萨索斯镇。市镇面积为380平方公里，2021年人口数量为13,104人。
此市镇包括整个萨索斯岛和周边几个小岛。